# Andreas Klier
Andreas Klier (Monaco di Baviera, 15 gennaio 1976) è un dirigente sportivo ed ex ciclista su strada tedesco, professionista dal 1996 al 2013 e dopo il ritiro dalle corse direttore sportivo del team EF Education (ex Garmin-Sharp e Cannondale).

## Carriera
Professionista dal 1996 al 2013, era uno specialista delle classiche, avendo vinto il Grote Prijs Jef Scherens 2002, la Gand-Wevelgem 2003 ed essendo classificatosi secondo al Giro delle Fiandre 2005. In carriera si era aggiudicato anche una tappa alla Vuelta a España 2007. Nel 2013 ha lasciato le corse ed è divenuto direttore sportivo alla Garmin-Sharp, divenuta Cannondale-Garmin nel 2015.
Il 15 agosto 2013 viene sospeso dall'USADA per sei mesi, dopo l'ammissione dell'uso di sostanze dopanti, tra le quali eritropoietina, somatotropina e cortisone, e di emotrasfusioni nel periodo tra il 1999 e il 2006. Oltre alla squalifica, gli sono stati annullati tutti i risultati ottenuti dal 21 luglio 2005 alla data del ritiro, compresa la vittoria di tappa alla Vuelta a España.

## Palmarès

### Strada
- 1994 (Juniores)

Prologo Vöslauer Jugend Tour
2ª tappa Vöslauer Jugend Tour (Sollenau > Sollenau)
Trofeo Karlsberg
- 1996 (Nurnberger)

7ª tappa Boland Bank Tour
- 2002 (Team Telekom, una vittoria)

Grote Prijs Jef Scherens
- 2003 (Team Telekom, una vittoria)

Gand-Wevelgem
- 2007 (T-Mobile Team)

13ª tappa Vuelta a España (Hellin > Torre-Pacheco)

#### Altri successi
- 1996 (Nurnberger)

Criterium di Burggen
Criterium di Töging
- 1997 (Nurnberger)

Criterium di Hirschberg
Kirschblütenrennen
Rund um das Michelstädter Rathaus
Prologo International Hessen Rundfahrt (Francoforte, cronosquadre)
- 1998 (Nurnberger)

Criterium di Gundelfingen
Criterium di Waginger Erlbenis-Nacht

### Ciclocross
- 1996

Internationale Radkriterium in Wangen

## Piazzamenti

### Grandi Giri
- Giro d'Italia

1999: 78º
- Tour de France

2000: 105º
2009: 155º
2010: 168º
- Vuelta a España

1999: 74º
2001: 119º
2002: ritirato (13ª tappa)
2004: ritirato (6ª tappa)
2005: 107º
2007: ritirato (15ª tappa)
2011: 158º

### Classiche monumento
- Milano-Sanremo

1999: 40º
2000: 16º
2001: 42º
2002: ritirato
2004: 21º
2005: 18º
2006: 15º
2008: 129º
2009: 33º
2010: 35º
2011: 35º
2012: 99º
- Giro delle Fiandre

1999: 45º
2000: 25º
2001: non partito
2002: 62º
2003: 27º
2004: 6º
2005: 2º
2006: 9º
2007: 55º
2008: 20º
2009: 24º
2011: 113º
2012: 83º
2013: 111º
- Parigi-Roubaix

1999: 64º
2000: 60º
2001: ritirato
2002: ritirato
2003: fuori tempo massimo
2004: ritirato
2006: 42º
2007: 83º
2008: ritirato
2009: 12º
2011: 49º
2012: ritirato
2013: ritirato
- Liegi-Bastogne-Liegi

2000: ritirato
- Giro di Lombardia

1999: ritirato
2001: ritirato
2002: ritirato
2003: ritirato
2004: ritirato

### Competizioni mondiali
- Campionati del mondo

Perth 1993 - In linea Juniores: 52°
Quito 1994 - In linea Juniores: 23°
San Sebastián 1997 - In linea Elite: ritirato
Verona 1999 - In linea Elite: ritirato
Lisbona 2001 - In linea Elite: ritirato
Zolder 2002 - In linea Elite: 105º
Hamilton 2003 - In linea Elite: 82º
Madrid 2005 - In linea Elite: 8º
Copenhagen 2011 - In linea Elite: 171º

### Competizioni europee
- Campionati europei

Isola di Man 1996 - In linea Under-23: 73°